# Nesochrysa ruficeps
Nesochrysa ruficeps är en insektsart som först beskrevs av Bo Tjeder 1966.  Nesochrysa ruficeps ingår i släktet Nesochrysa och familjen guldögonsländor. Inga underarter finns listade i Catalogue of Life.